# Acalolepta paraspeciosa
Acalolepta paraspeciosa là một loài bọ cánh cứng trong họ Cerambycidae.